# Blastocysta

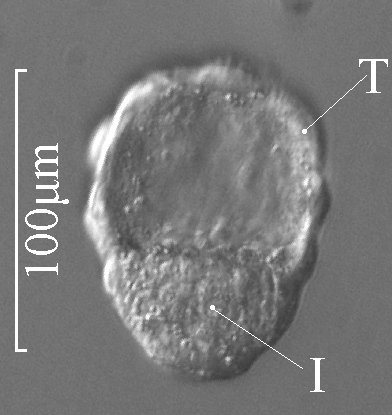
Mikrofotografia mysiej blastocysty obserwowanej pod mikroskopem z kontrastem Hoffmana:
I – węzeł zarodkowy
T – trofoblast

Blastocysta – blastula łożyskowców, stadium rozwoju zarodkowego. Składa się z trofoblastu i węzła zarodkowego (embrioblast). Następuje po stadium rozwoju moruli. W stadium blastocysty zarodek zagnieżdża się w śluzówce macicy. Z komórek węzła zarodkowego niektórych ssaków (człowieka, myszy) uzyskano hodowle zarodkowych komórek macierzystych, mających zdolność samoodnawiania się i wytwarzania wszystkich rodzajów komórek.

## Powstawanie blastocysty
W czasie gdy morula przesuwa się do jamy macicy, przez jej osłonkę przejrzystą przenika płyn gromadzący się pomiędzy leżącymi w jej wnętrzu komórkami. Stopniowo wypełnione płynem przestrzenie zlewają się tworząc ostatecznie pojedynczą jamę, zwaną jamą blastuli (blastocele). W tym okresie zarodek nosi nazwę blastocysty. Grupa komórek pozostających wewnątrz blastocysty, zwana też embrioblastem (a także często węzłem zarodkowym), znajduje się na jednym biegunie, natomiast komórki zewnętrzne, czyli obecnie komórki trofoblastu, spłaszczają się i tworzą nabłonkową ścianę blastocysty. Zanik osłonki przejrzystej umożliwia rozpoczęcie implantacji. Komórki ludzkiego trofoblastu znajdujące się na biegunie ponad embrioblastem zaczynają wnikać pomiędzy komórki nabłonkowe błony śluzowej macicy około 6 dnia ciąży. Wnikanie trofoblastu i następnie niszczenie komórek nabłonkowych błony śluzowej zachodzi prawdopodobnie dzięki wytwarzanym przez trofoblast enzymom proteolitycznym. Błona śluzowa macicy wspomaga jednak czynność blastocysty, tak że implantacja zachodzi w wyniku ich współdziałania. Zatem do końca 1 tygodnia rozwoju ludzka zygota przechodzi w stadium moruli i blastocysty i zaczyna implantować się w błonie śluzowej macicy.